# Diembéring
Diembéring (ou Diembereng ou Djembering) est un village du Sénégal situé en Basse-Casamance, à environ 10 km au nord de Cap Skirring et à 60 km de Ziguinchor. C'est le chef-lieu de la communauté rurale de Diembéring, dans l'arrondissement de Kabrousse, le département d'Oussouye et la région de Ziguinchor.

## Histoire
Diembering est un village d'agriculteurs, pratiquant la riziculture à l'échelle familiale.
Ce n'est pas un village de pêcheurs, bien que quelques pêcheurs y pratiquent une pêche en mer, en pirogue à moteur, la pêche dans les bolongs étant pratiquée par les villageois.

## Administration

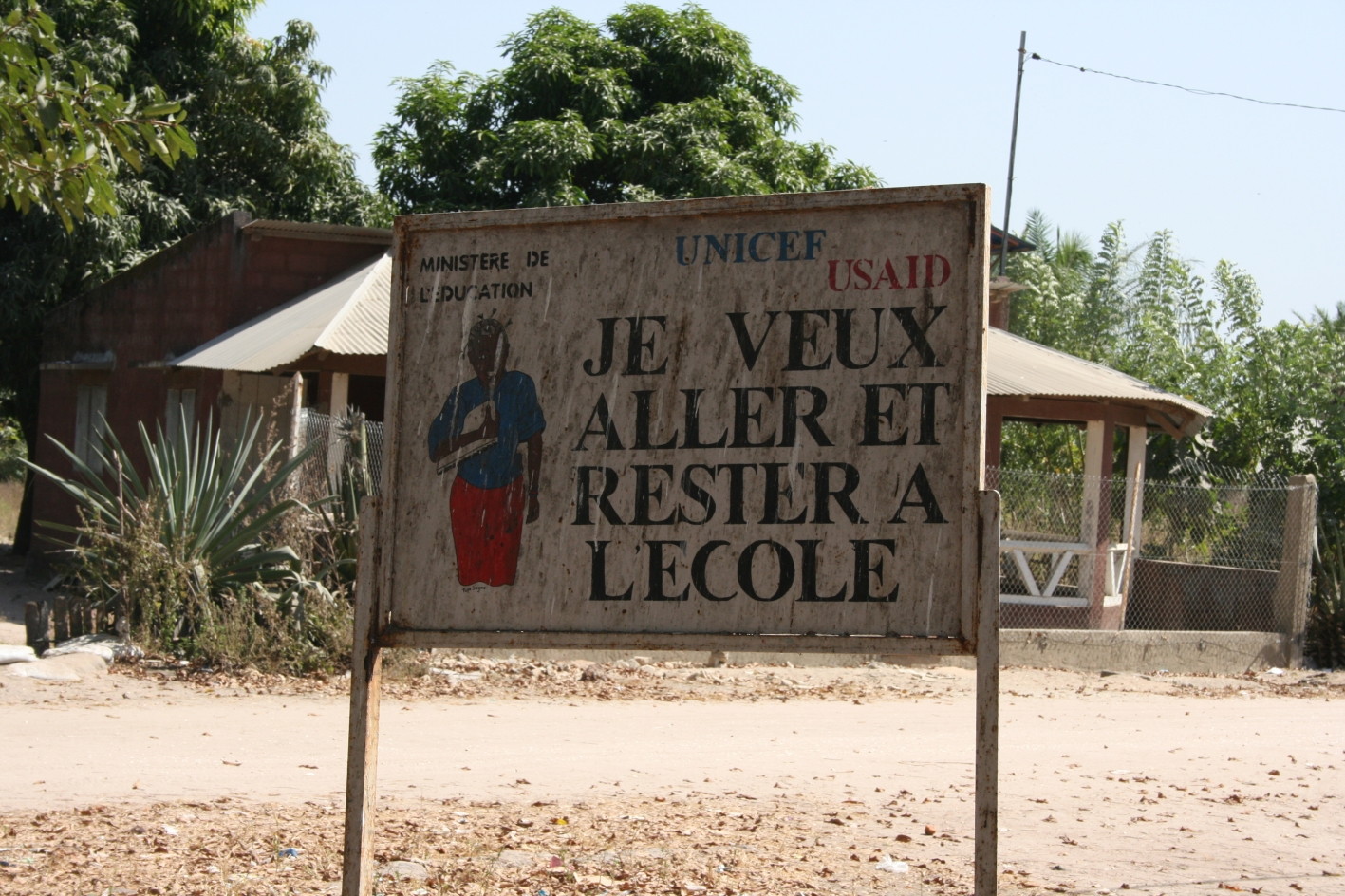
Lutte contre l'abandon scolaire avec l'UNICEF

Le village est doté d'une école maternelle privée, de deux écoles élémentaires, d'un CEM (Collège d'enseignement moyen), d'un collège privé catholique et d'un centre d'alphabétisation en kwatay (dialecte parlé dans le village). Le village est composé de six quartiers : Etama, Etoune, Haloudia, Houdiabouss, Kaïngha, Kaôut.

## Géographie
Les localités les plus proches sont Nyikine, Bouyouye, Kachiouane, Boucotte Wolof, Boucotte Diola, Cap Skirring et Cabrousse. 

### Physique géologique
Diembéring est construit sur des dunes, au milieu de palmeraies et d'immenses fromagers.

### Population
C'est l'une des quelques localités où l'on parle le kwatay, un dialecte du diola.
On y trouve une mosquée, une église évangélique et une église catholique où l'on célèbre chaque dimanche la messe en diola

### Activités économiques
Les plages de ce village côtier sont appréciées des touristes. 
La maternité était gérée par des religieuses espagnoles. Depuis leur départ, les villageois gèrent eux-mêmes la maternité.

## Personnalités liées à Diembéring

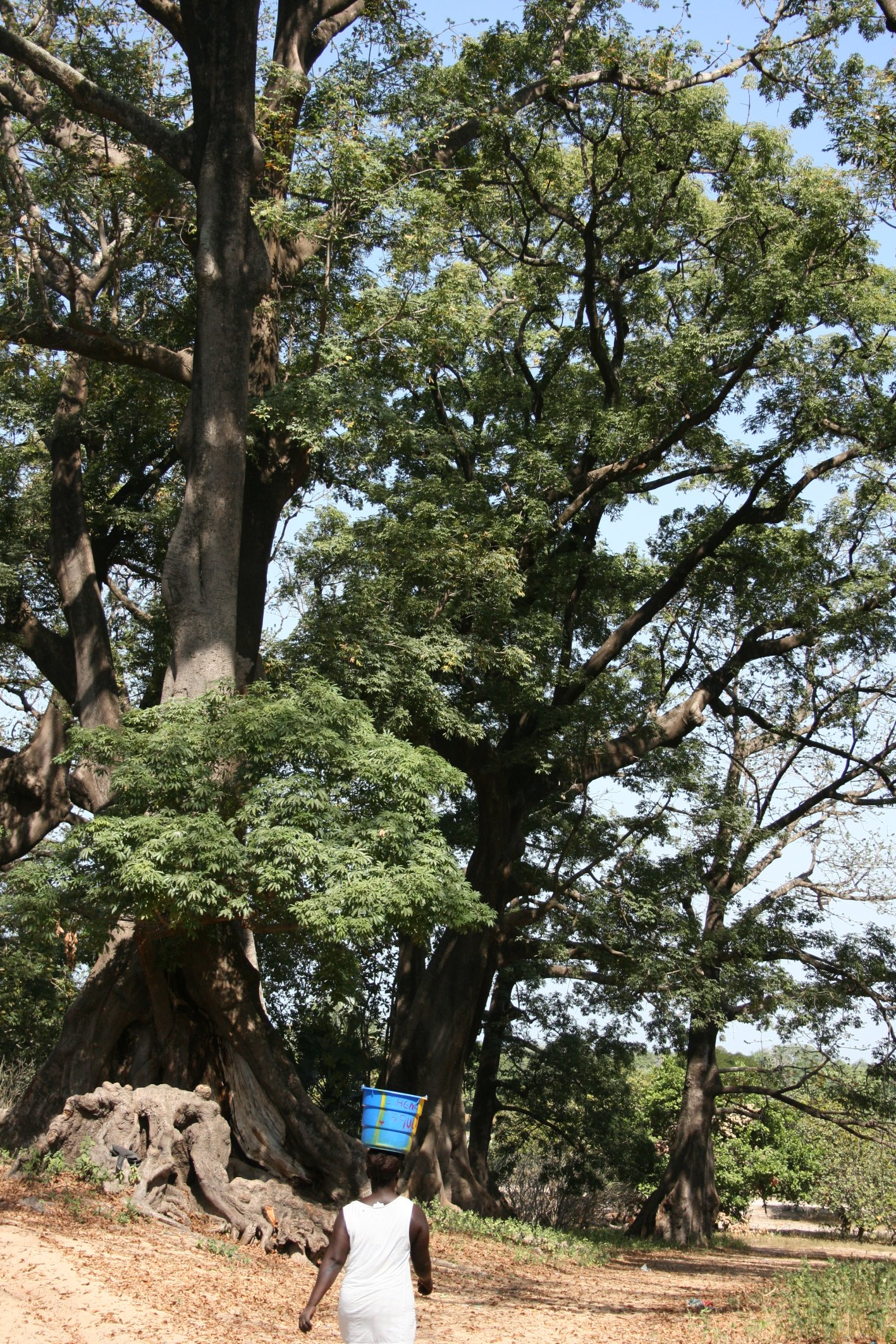
Fromager géant à Diembéring

Diembéring est aussi le titre d'un album et d'une chanson de Metzo Djatah (1999) :« Connais-tu mon beau village, qui s’étend au bord de l’eau, Avec son beau feuillage de fromagers géants... »